# Darwin's Game
Darwin's Game (ダーウィンズゲーム?, Dāinzu Gēmu, lett. "Il gioco di Darwin") è un manga scritto e disegnato da FLIPFLOPs ed edito dalla casa editrice Akita Shoten sulla rivista mensile Bessatsu Shōnen Champions. Iniziata nel dicembre 2012, la serie è terminata ad ottobre 2023 e conta ad oggi trenta volumi. In Italia è edito da Panini Comics che lo ha pubblicato sotto l'etichetta Planet Manga dal 25 maggio 2017 all'8 agosto 2024.
Un adattamento anime è stato trasmesso dal 3 gennaio al 20 marzo 2020.

## Trama
Kaname Sudou è un ragazzo di 17 anni che vive una vita normale e ordinaria. Un giorno, riceve dal suo amico Kyoda una misteriosa mail, nella quale lo invita a unirsi ad un gioco: Il Darwin's Game.
Convinto che fosse un banale gioco, Kaname decide di giocare. Appena avvia la sua prima battaglia contro Banda-Kun, capisce che questo non è un normale gioco come credeva, bensì un gioco mortale. Sconfitto il suo primo avversario, fa la conoscenza con Shuka, una fortissima giocatrice che subito lo sfida. Dopo aver capito come usare il Sigillo e aver sconfitto Shuka, i due decidono di allearsi.
Durante l'evento "Caccia al tesoro a Shibuya" Kaname e Shuka faranno la conoscenza con Ryuuji, Rain, Sui e tutti insieme uniranno le forze per completare l'evento e per tener testa a One, il leader del clan più sanguinoso di tutto il D-Game.
Battendo One alla Caccia al Tesoro, e trovando il "tesoro", Kaname riesce a mettersi in contatto con l'Amministratore del Darwin's Game, che gli svela come completare il gioco, oltre a concedergli un particolare privilegio. Dopo un mese dall'evento in Shibuya, Kaname ha fondato il suo clan, I Sunset Raven, il cui scopo è completare il gioco (evitando di uccidere) e di contrastare la forza spaventosa di One. Per due mesi, Kaname si allena nella palestra di Danjou, leader del clan Danjou Boxing Club. Durante uno scontro amichevole tra leader di Clan, Kaname fa la conoscenza di Liu Xuelan. La donna rapisce Kaname in quanto desidera che lui diventi padre dei suoi figli e che porti avanti la stirpe di Xuelan. Kaname, sfida la donna e, dopo averla sconfitta, le dà il benvenuto nel Clan.
Nel frattempo, One rapisce e tortura il migliore amico di Kaname, nella speranza che il leader dei Sunset Raven si faccia avanti e combatta. Con la morte del migliore amico, Kaname e Ryuuji riescono a sterminare il Clan Eight mentre Shuka riesce a mettere alle strette One.
Sconfitto anche lui, grazie al Game over, i Sunset Raven diventa uno dei clan più forti ed influenti del Darwin Game; tanto da attirare attenzioni degli altri Clan e degli amministratori del gioco.

### Regole del gioco
Il gioco di Darwin (ダアウィンズゲッム?, Daawinzu Gemmu), spesso abbreviato in "D-game", è un gioco killing game in cui i punti rappresentano tutto. Fintanto che si hanno punti, non si va incontro al Game Over, anche se si perde un incontro. Il gioco è affidato a un'app mobile che ha lo stesso nome, il che rende molto importante per i giocatori avere sempre con sé i loro telefoni. Una volta scaricata e avviata l'app, comparirà un serpente che, uscendo dallo schermo, morderà il giocatore e lo registrerà automaticamente nel gioco. Tale morso è anche l'origine del Sigil (Sigillo), un'abilità straordinaria, usata principalmente nel gioco e nelle sfide.
Ci sono due tipi di battaglie:
1. Incontro per Classe: quando scegli casualmente un giocatore dalla lista sulla app. Una volta scelto l'avversario, si viene teletrasportati vicino al tuo nemico e la battaglia partirà. La battaglia ha la durata di un'ora, durante la quale entrambi i giocatori devono tentare di uccidersi a vicenda. Se nessuno dei due muore entro la fine dell'ora, quello con il maggior numero di punti vince e l'altro muore. I punti vengono premiati per tre aspetti della battaglia: "Danni", "Tecnici" e "Artistici".
2. Sfidare un giocatore: Quando sfidi un giocatore che si trova davanti a te. Questo tipo di battaglia viene chiamato "Encounter Match".

I punti possono essere convertiti in denaro: 1 punto corrisponde a 100.000 yen (800-900 dollari circa).
Man mano che si acquistano punti, si può salire di livello e di classe; più alta è la classe e più cose si riescono a sbloccare. Una via semplice per guadagnare punti è il class match dove chi vince per resa prende punti a seconda della classe del proprio avversario. Se invece si vince in maniera "completa" (uccisione) si vincono tutti i punti dell'avversario.
- Victory point

| Class D | Class C | Class B | Class A |
| ------- | ------- | ------- | ------- |
| 10 pt   | 30 pt   | 120 pt  | 600 pt  |

- Totale punti necessari

| Classe | Punteggio | Classe | Punteggio | Classe | Punteggio | Classe | Punteggio   |
| ------ | --------- | ------ | --------- | ------ | --------- | ------ | ----------- |
| D4     | 0-9       | C4     | 100-199   | B4     | 1000-1999 | A4     | 10000-19999 |
| D3     | 10-29     | C3     | 200-299   | B3     | 2000-2999 | A3     | 20000-29999 |
| D2     | 30-49     | C2     | 300-599   | B2     | 3000-5999 | A2     | 30000-59999 |
| D1     | 50-99     | C1     | 600-999   | B1     | 6000-9999 | A1     | 60000-99999 |

I giocatori possono morire in tre modi:
1. Rivelando l'esistenza del Darwin Game a persone non coinvolte nel gioco. L'unico modo per portare degli 'esteri' a giocare è tramite una mail, su cui è attaccato il link del gioco.
2. Game Over ovvero quando il giocatore perde tutti i punti. Nel caso in cui un Clan intero perda tutti i punti, tutti i componenti del suddetto Clan moriranno
3. Ucciso da un altro giocatore.

## Personaggi principali

### Sunset Ravens
È il clan che Kaname ha creato alla fine della "Caccia al Tesoro", il cui scopo principale è quello completare il Darwin's game senza uccidere nessuno.
Questo cambierà rapidamente con la morte di Yota (il miglior amico di Kaname)  per mano del clan Eight. Ciò farà scattare la furia omicida di Kaname, che sterminerà il Clan nemico. I Sunset Ravens, dopo la sconfitta di One e del suo Clan, prenderanno il controllo di tutta Shibuya (ex territorio del clan Eight), amministrando e governando la zona. Proibiranno combattimenti nei loro territori e puniranno in maniera severa coloro che non rispetteranno le loro regole. I Sunset Ravens sono alleati con il Danjou Boxing Club.
Kaname Sudou (須藤要?, Sudō Kaname)
Doppiato da: Yūsuke Kobayashi
Il suo vero nome è Kaname Sudou ed è un normale ragazzo di 17 anni. È il leader dei Sunset Ravens e vincitore dell'evento " Caccia al Tesoro" tenutosi in Shibuya. La sua forza di volontà, capacità decisionale e strategica, e la sua determinazione sono state ampiamente commentate dai suoi nemici, tant'è che alcuni lo hanno definito un prodigio. Non gli piace uccidere, perciò è sempre disposto a trovare modi alternativi per porre fine a uno scontro, sebbene valuti anche la sua stessa vita. Ciò cambierà con la morte del suo migliore amico; un evento che cancella la sua paura di uccidere. Il suo carisma lo aiuta a creare alleanze con altri giocatori. Il suo Sigil (Sigillo) è chiamato Flame God's Hammer (Il martello del dio delle fiamme) e gli permette di ricreare qualsiasi oggetto che tocca. Tuttavia, non può riprodurre oggetti che sono troppo complicati (come cellulari e robe tecnologiche) e non può riprodurre cose troppo grandi (come automobili). Gli oggetti, creati con il suo Sigil, rimangono finché lui è cosciente, o finché lui non li tocca e pensa " Ritorna". All'inizio della serie, Kaname ha dimostrato di avere capacità fisiche superiori alla media e dopo l'allenamento in Kenpō con Shiming, è diventato molto più forte e molto più in forma. Kimihiko ha notato che la sua forza e la sua velocità sono superiori a quelle delle forze speciali.
Shuka Karino (狩野朱歌?, Karino Shuka)
Doppiata da: Reina Ueda
Il suo vero nome è Karino Shuka ed è una ragazza di 16 anni. È il membro più forte dei Sunset Raven. Ha totalizzato nel corso del gioco 49 vittorie di fila, tanto da rinominarla La Regina imbattuta. La sua serie di vittorie consecutive, viene spezzata dalla sconfitta subita da Kaname, dove riconosce il potenziale e la forza del ragazzo. All'inizio Shuka ha un carattere arrogante e sadico e non si fida della gente, ma una volta sconfitta cambia drasticamente . Si innamora di Kaname e per la prima volta comincia a fidarsi di qualcuno. Nonostante Kaname le impedisca di uccidere il proprio avversario, Shuka continua a tenere un comportamento sadico verso i propri nemici. Il suo Sigil, Queen Of Thorns (Regina di Spine), è un potente Sigil di tipo telecinetico che le permette di controllare liberamente qualsiasi oggetto che abbia un aspetto simile ad un filo o una corda. Durante il suo combattimento con One, ha dimostrato la capacità di creare micro-vibrazioni nei fili, che le hanno permesso di tagliare facilmente gli arti. Kaname le affida il comando del Clan nei casi in cui lui sia assente. Le armi che usa in combattimento sono due catene, che porta in vita.
Rain Kashiwagi (柏木鈴音?, Kashiwagi Rain)
Doppiata da: Nichika Ōmori
Il suo vero nome è Rein Kashiwagi, ed è una ragazzina di 13 anni con capelli neri a caschetto. Ha lavorato come informatrice freelance sotto l'alias di Analista, ma dopo essersi unita ai Sunset Raven, ha cessato il business. Il suo Sigil, Laplace Function, è di tipo sensoriale e le permette di vedere le cose prima ancora che accadano. Rein spiega che il suo sigillo è analogo al demone di Laplace, un essere ipotetico che conosce la posizione esatta e il momento di ogni atomo dell'universo. Questo gli permette di prevedere perfettamente il futuro. In combattimento è simile ad avere riflessi disumani, poiché Rein ha mostrato la capacità di schivare i proiettili usando questa abilità. Al di fuori del combattimento, la aiuta ad analizzare le informazioni. Ancora non si sa quanto si estenda il potere del suo Sigil. Durante i combattimenti, usa un fucile da cecchino, che unito al suo Sigil, le permette di colpire i nemici fino a 2000 metri di distanza.
Ryuuji Maesaka (前坂隆二?, Maesaka Ryūji)
Doppiato da: Taku Yashiro
Il suo vero nome è Ryuuji Maesaka ed è un ragazzo di 21 con capelli biondi e lunghi alle spalle. I suoi dati di gioco consistono in 27 battaglie e 24 vittorie. Aveva formato un Clan con suo fratello minore, ma alla morte di quest'ultimo (per mano di One) decide di intraprendere una vendetta contro di lui. Durante la Caccia al tesoro di Shibuya, incontra Kaname e dopo uno scontro iniziale, i due stringono un'alleanza anche se hanno due scopi diversi: Kaname vuole concludere la Caccia, mentre Ryuuji vuole vendetta per suo fratello. Il suo Sigil è il Lie Detector (Rivelatore di Bugie),ed un tipo di Sigil di espansione sensoriale, che gli permette di rivelare se una persona sta mentendo o no. Ha sempre considerato il suo Sigil inutile in quanto non ha nessun utilizzo in combattimento e in quanto la gente tende sempre a mentire. Ma Kaname, riuscì a farlo ricredere, dimostrando che il suo Sigil è utile. Entra a far parte dei Sunset Raven ed è il responsabile per la soppressione di lotte all'interno del territorio del Clan. Come arma usa una mitragliatrice, e quando va in combattimento indossa sempre una maschera e un cappotto lungo e nero.
Sui (スイ?)/Sōta (ソータ?)
Doppiato da: Yumiri Hanamori
Siccome è un giocatore non marcato, non si conosce la sua vera età o il suo vero nome. È una ragazzina timida, dai capelli bianchi e gli occhi azzurro ghiaccio. Indossa sempre un impermeabile con il cappuccio. I suoi dati di gioco, nel D-Game, è di due battaglie e zero vittorie. Nel suo corpo è presente l'anima di suo fratello gemello Souta, morto in un incidente prima che Sui entrasse nel Darwin Game. Souta ha un carattere aggressivo, l'opposto della sorella. Il fatto che nel suo corpo ci siano due anime, le permette di possedere due Sigil: Boundless bottle (Bottiglia senza bordi) un sigil di tipo telecinetico, che permette a Sui di controllare i liquidi e Frozone che appartiene a Souta e che gli permette di ghiacciare l'acqua e le sostanze liquide. Ogni qualvolta che Sui usa il Frozone, Souta prende il possesso del corpo della sorella, combattendo e usando il Sigil al posto suo.
Ichiro Hiiragi (一ろひいらぎ?, Ichiro Hīragi)
Doppiato da: Takehito Koyasu
Nominato anche Il fiorista è un uomo adulto che fa la sua prima comparsa durante la Caccia al Tesoro di Shibuya. Gioca al Darwin Game per poter pagare le spese mediche per la figlia malata di cuore. Il suo Sigil gli permette di controllare le piante. Dopo essere stato sconfitto da Kaname e da Rain, decide di allearsi con quest'ultimi per completare l'evento e sopravvivere alla furia di One e del suo Clan. Perde la vita, sacrificandosi, per aiutare Kaname e gli altri componenti a raggiungere il luogo dove si trova il Tesoro.
Liu Xuelan (劉 雪蘭?)
Doppiata da: Ai Kayano
È giocatrice di D-Game cinese. È una ragazza dai lunghi capelli neri raccolti in una coda alta. È soprannominata l'Intoccabile per il fatto che una dei migliori giocatori di Darwin Game. Liu è molto schietta e sicura delle proprie abilità. Discende da una famiglia che uccide da 2000 anni, e che è da sempre coinvolta nel lato oscuro della storia. Tenta di rapire Kaname per farlo diventare il padre dei suoi figli, in quanto riconosce nel ragazzo elementi perfetti per la famiglia Xuelan. Durante il rapimento, Kaname indice un D-games con Liu, esortandola a vincere senza uccidere. Messa alle strette Liu perde contro i Sunset Raven e decide di unirsi al Clan. Nonostante gli altri membri non approvino, Kaname le dà il benvenuto nel Clan. Il Sigil di Liu rimane e tuttora sconosciuto. Mostrando la propria intensa la sete di sangue, Liu riesce a tramortire e a far perdere i sensi ai propri avversari. Solo poche persone sono riuscite a resistere, tra cui Kaname e Shuka.
Shiming (士明?)
Doppiato da: Hideyuki Umezu
Maggiordomo di Liu. È vecchietto con occhiali tondi e sguardo penetrante specialista nel kenpo e nelle arti marziali. Vede in Kaname un enorme talento, così decide di allenarlo, rendendolo non solo più forte fisicamente , ma anche più consapevole delle capacità del proprio Sigil.

### Clan Eight
Clan molto forte, conosciuto per essere il clan più sanguinoso e violento. Il territorio occupato dagli Eight era Shibuya (che poi diventerà dei Sunset Raven). I membri del Clan Eight venivano riconosciuti per la giacca che portavano, su cui era cucito un 8.
One (ワン?, Wan)
Doppiato da: Yoshitsugu Matsuoka
Conosciuto anche come King (王?, Ō), è il leader'del Clan Eight. Il suo Sigil si chiama Beelzebub e gli consente di manipolare l'aria e lo spazio attorno a sé. Il Sigil gli permette di teletrasportasi, usare l'aria per tagliare le cose e di scambiarsi di posizione con il proprio avversario. Il suo Clan era uno dei più temuti e forti in tutta Shibuya. One era sadico e violento; amava torturare e disfare le proprie vittime per poi collezionarne le dita. Durante la Caccia al Tesoro viene ingannato da Kaname, che gli consegna la finta chiave per il Tesoro. Adirato dalla presa in giro, giura vendetta verso Kaname e così facendo decide di rapire e torturare il migliore amico del leader dei Sunset Raven. Uccidendo l'ostaggio, scatena l'ira di Kaname, che comincia a sterminare il Clan Eight e indice un D-Game. One si ritrova a combattere contro Shuka, che senza troppa fatica lo mette alle strette. Alla fine One, per paura di morire, si arrende. Kaname, con il privilegio avuto dalla Caccia al tesoro, riesce a far fare Game over al Clan Eight. One muore per le regole del gioco.
Shinji (シンジ?)
Doppiato da: Sōma Saitō
Amico di One ed è colui che ha invitato One a giocare al Darwin Game. Muore per mano di Kaname.
Kamizaki Keiichi (カミザキ ケーイチ?, Keiichi Kamizaki)
Doppiato da: Ryūichi Kijima
Soprannominato Katsura (カツラ?), membro del Clan Eight. È un ex campione di karate, squalificato dai campionati per aver ucciso accidentalmente il proprio avversario. Durante il periodo di depressione, a seguito di quell'incidente, viene in contatto con One, che lo invita a giocare al Darwin Game. Il suo Sigil si chiama Tempest. Durante la lotta con il Fiorista perde un occhio e rimane parecchio ferito, ma grazie al suo Sigil riesce rimettersi in forma e a lottare per One. Insieme a One, è l'unico del suo Clan che soccombe per Game Over.

### Danjou Boxing Club
Clan che ha come proprio territorio a Shinjuku. Inizialmente il Danjo Boxing club era nato come un'ordinaria palestra. Non tutti i componenti del Danjou Boxing Club sono giocatori di D-Games.
Alexeï Berdenkinov (アレクセイ・ベルジェンニコフ?, Arekusei Berujenikofu)
Doppiato da: Shunsuke Takeuchi
Conosciuto come Danjo (ダンジョウ?), era un ex bodyguard russo. È il Leader del Club e il suo Sigil, Iron Wall ( Muro di Ferro), gli permette di rendere il corpo forte come l'acciaio.
Kaede (カエデ?)
Doppiata da: Yūki Takada
Donna russa, amante del Giappone e anche lei giocatrice di D-Games, il cui Sigil è Healing Grace (Grazia Guaritrice) e le permette di curare le ferite proprie e altrui. Ha lunghi capelli biondi ed è sempre vestita con un Kimono.
Inukai (イヌカイ?)
Doppiato da: Junya Enoki
Incontra Kaname per la prima volta, pochi minuti prima dell'Inizio della Caccia al Tesoro e cerca di testare le abilità del ragazzo attivando un D-Game. Si arrende, riconoscendo il talento di Kaname.  Durante il rapimento di Kaname, Liu prende anche lui in ostaggio, in quanto testimone dell'accaduto. Aiuta Kaname con la disfatta del Clan Eight, battendosi fino all'ultimo con Katsura. Il suo Sigil si chiama Speedster e gli permette di diventare muoversi molto velocemente.

### Altri
Hamada (ハマダ?)
Doppiato da: Yūya Hirose
Uno degli amici di Kaname. Gli invia l'invito al Darwin's Game sotto forma di chiamata di aiuto. Viene ucciso da Banda-kun all'inizio della serie. Il suo Sigil gli permette di dividere e lanciare le lame dei taglierini.
Banda-kun (バンダ君?)
Doppiato da: Eiji Takemoto
È un uomo vestito da mascotte della squadra di baseball locale The Pandemics. Viene anche chiamato "Cacciatore di Novellini" in quanto riesce ad ammazzare tutti i giocatori che provano il gioco per la prima volta. Il suo Sigil gli permette di diventare invisibile. È il primo giocatore che si scontra con Kaname.
Hiroyuki Kyoda (京田浩之?, Kyoda Hiroyuki)
Doppiato da: Chiaki Kobayashi
Uno dei migliori amici di Kaname. Il suo Sigil gli permette di osservare l'"aura" delle persone e capirne la forza. Giunge subito in soccorso di Kaname ma muore per mano di Banda-kun.
Yota Shinozuka (篠塚 ヨウタ?, Shinozuka Yota)
Doppiato da: Fukushi Ochiai
Il migliore amico di Kaname, viene rapito e torturato da One. Nel tentativo di salvargli la vita, Kaname lo rende giocatore di D-Game. Il suo Sigil gli permette di controllare e spostare gli oggetti con la mente. Muore per mano di One, che lo fa a pezzi e lo chiude in una scatola.
Suzune Hiiragi (ヒイラギ 鈴音?, Hīragi Suzune)
Doppiata da: Konomi Kohara
Figlia di Ichiro Hiiragi, è affetta da una malattia cardiaca. Alla morte del padre, incontra Rain e subito diventano amiche.  Quando Suzune decide di non usare i soldi del padre per la propria cura, Rain decide di spiegarle a grandi linee, da dove provengono quei soldi. Suzune, incuriosita, comincia a fare delle ricerche sul fantomatico D-Games, che Rain aveva vagamente citato. Chiede aiuto anche alla sua dottoressa, inconsapevole che quest'ultima fosse una giocatrice. Viene invitata a giocare dal medico che riesce quasi ad ucciderla. In punto di morte, Suzune riesce a risvegliare il suo Sigil che le permette di trasformare parti del proprio corpo in quelle di un lupo.
Red Viper (レッドバイパー?, Reddo Baipā)
Dottoressa che tiene in cura Suzune e che la invita al Darwin Game. Appartiene al Clan Olive Tree e il suo vero nome è Amagasa (天笠?). Il suo Sigil è Asclepius e le permette di sintetizzare qualsiasi sostanza chimica dal nulla. Nel tentativo di uccidere la ragazza, le risveglia il suo Sigil. Nonostante la parziale trasformazione di Suzune, la dottoressa ha la meglio. Alla fine intervengono Sui e Ryuuji che uccidono la dottoressa e portano Suzune al Clan.
Tagonaka Yukimasa (田護中 幸正?, Yukimasa Tagonaka)
È un detective, che poi verrà trascinato nel Darwin Game. È a capo delle indagini per la sparizione di Kyoda. Il suo Sigil è di tipo sensoriale; riesce a vedere il suo defunto cane, il quale lo guida durante tutto il D-Game.
Ayanokouji Kaito (綾小路 海斗?, Ayanokōji Kaito)
Talvolta noto semplicemente come Ayatsuji (アヤツジ?), è il sovraintendente del corpo di polizia. È un giocatore e il suo Sigil gli permette di manipolare e cancellare la mentre altrui.
Themis (テミス?, Temisu)
Amministratrice dei Trinity. Gestisce un centro di scommesse basate sugli eventi del D-game. È una giocatrice e il suo Sigil rimane sconosciuto.
Kanehira Hideaki (金平 英明?, Hideaki Kanehira)
Doppiato da: Akinori Egoshi
Capo dell'Insurance Association. Giocatore, il suo Sigil gli permette di cancellare la propria presenza.

## Media

### Manga
Il manga è stato scritto dal duo FLIPFLOPs e serializzato dal 12 dicembre 2012 al 12 ottobre 2023 sulla rivista Bessatsu Shōnen Champions edita da Akita Shoten. La serie è entrata nell'arco finale l'11 gennaio 2020.
In Italia la serie è stata pubblicata da Panini Comics sotto l'etichetta Planet Manga nella collana Manga Extra dal 25 maggio 2017 all'8 agosto 2024.

#### Volumi
| 1  | 7 giugno 2013                                          | ISBN 978-4-253-22188-7 | 25 maggio 2017    | —                      |
| 1  | Capitoli - game#01-04                                  |                        |                   |                        |
| 2  | 8 ottobre 2013                                         | ISBN 978-4-253-22189-4 | 27 luglio 2017    | —                      |
| 2  | Capitoli - game#05-08                                  |                        |                   |                        |
| 3  | 7 febbraio 2014                                        | ISBN 978-4-253-22190-0 | 28 settembre 2017 | —                      |
| 3  | Capitoli - game#09-12                                  |                        |                   |                        |
| 4  | 8 luglio 2014                                          | ISBN 978-4-253-22191-7 | 23 novembre 2017  | —                      |
| 4  | Capitoli - game#13-16                                  |                        |                   |                        |
| 5  | 7 novembre 2014                                        | ISBN 978-4-253-22192-4 | 18 gennaio 2018   | —                      |
| 5  | Capitoli - game#17-20                                  |                        |                   |                        |
| 6  | 6 marzo 2015                                           | ISBN 978-4-253-22193-1 | 15 marzo 2018     | —                      |
| 6  | Capitoli - game#21-24                                  |                        |                   |                        |
| 7  | 7 agosto 2015                                          | ISBN 978-4-253-22194-8 | 10 maggio 2018    | —                      |
| 7  | Capitoli - game#25-28                                  |                        |                   |                        |
| 8  | 8 dicembre 2015                                        | ISBN 978-4-253-22195-5 | 12 luglio 2018    | —                      |
| 8  | Capitoli - game#29-32                                  |                        |                   |                        |
| 9  | 6 maggio 2016                                          | ISBN 978-4-253-22196-2 | 13 settembre 2018 | —                      |
| 9  | Capitoli - game#33-36                                  |                        |                   |                        |
| 10 | 7 ottobre 2016                                         | ISBN 978-4-253-22197-9 | 8 novembre 2018   | —                      |
| 10 | Capitoli - game#37-40                                  |                        |                   |                        |
| 11 | 6 gennaio 2017                                         | ISBN 978-4-253-22198-6 | 17 gennaio 2019   | —                      |
| 11 | Capitoli - game#41-44                                  |                        |                   |                        |
| 12 | 8 maggio 2017                                          | ISBN 978-4-253-22199-3 | 21 marzo 2019     | —                      |
| 12 | Capitoli - game#45-48                                  |                        |                   |                        |
| 13 | 6 ottobre 2017                                         | ISBN 978-4-253-22200-6 | 23 maggio 2019    | —                      |
| 13 | Capitoli - game#49-52                                  |                        |                   |                        |
| 14 | 8 marzo 2018                                           | ISBN 978-4-253-22207-5 | 18 luglio 2019    | —                      |
| 14 | Capitoli - game#53-56                                  |                        |                   |                        |
| 15 | 8 agosto 2018                                          | ISBN 978-4-253-22212-9 | 19 settembre 2019 | —                      |
| 15 | Capitoli - game#57-60                                  |                        |                   |                        |
| 16 | 8 novembre 2018                                        | ISBN 978-4-253-22215-0 | 14 novembre 2019  | —                      |
| 16 | Capitoli - game#61-64                                  |                        |                   |                        |
| 17 | 8 marzo 2019                                           | ISBN 978-4-253-22217-4 | 16 gennaio 2020   | —                      |
| 17 | Capitoli - game#65-68                                  |                        |                   |                        |
| 18 | 8 luglio 2019                                          | ISBN 978-4-253-22218-1 | 23 aprile 2020    | —                      |
| 18 | Capitoli - game#69-72                                  |                        |                   |                        |
| 19 | 6 dicembre 2019                                        | ISBN 978-4-253-22219-8 | 16 luglio 2020    | —                      |
| 19 | Capitoli - game#73-76                                  |                        |                   |                        |
| 20 | 6 marzo 2020                                           | ISBN 978-4-253-22220-4 | 15 ottobre 2020   | —                      |
| 20 | Capitoli - game#77-80                                  |                        |                   |                        |
| 21 | 6 agosto 2020                                          | ISBN 978-4-253-22227-3 | 11 febbraio 2021  | —                      |
| 21 | Capitoli - game#81-84                                  |                        |                   |                        |
| 22 | 8 dicembre 2020                                        | ISBN 978-4-253-22230-3 | 14 ottobre 2021   | —                      |
| 22 | Capitoli - game#85-88                                  |                        |                   |                        |
| 23 | 7 maggio 2021                                          | ISBN 978-4-253-22318-8 | 10 febbraio 2022  | —                      |
| 23 | Capitoli - game#89-92                                  |                        |                   |                        |
| 24 | 8 settembre 2021                                       | ISBN 978-4-253-22319-5 | 11 agosto 2022    | —                      |
| 24 | Capitoli - game#93-96                                  |                        |                   |                        |
| 25 | 7 gennaio 2022                                         | ISBN 978-4-253-22320-1 | 10 novembre 2022  | —                      |
| 25 | Capitoli - game#97-100                                 |                        |                   |                        |
| 26 | 8 giugno 2022                                          | ISBN 978-4-253-28211-6 | 13 aprile 2023    | —                      |
| 26 | Capitoli - game#101-104                                |                        |                   |                        |
| 27 | 8 dicembre 2022                                        | ISBN 978-4-253-28212-3 | 27 luglio 2023    | ISBN 978-88-287-5003-1 |
| 27 | Capitoli - game#105-108                                |                        |                   |                        |
| 28 | 8 giugno 2023                                          | ISBN 978-4-253-28213-0 | 25 gennaio 2024   | ISBN 978-88-287-7213-2 |
| 28 | Capitoli - game#109-112                                |                        |                   |                        |
| 29 | 7 settembre 2023                                       | ISBN 978-4-253-28214-7 | 30 maggio 2024    | ISBN 978-88-287-8708-2 |
| 29 | Capitoli - game#113-116                                |                        |                   |                        |
| 30 | 5 gennaio 2024                                         | ISBN 978-4-253-28215-4 | 8 agosto 2024     | ISBN 978-88-287-9303-8 |
| 30 | Capitoli - game#117-119 - game#final - rain's epilogue |                        |                   |                        |

### Anime

Logo della serie

Un adattamento anime è stato annunciato sul sedicesimo numero del manga uscito l'8 novembre 2018. La serie viene diretta da Yoshinobu Tokumoto, sceneggiata da Shū Miyama, il quale fa parte del duo FLIPFLOPs, ovvero i creatori originali del manga, animata dallo studio Nexus, il character design è curato da Kazuya Nakanishi mentre la colonna sonora è composta da Kenichiro Suehiro. La serie è andata in onda dal 3 gennaio al 20 marzo 2020 su Tokyo MX e su altre reti per un totale di undici episodi. Il primo episodio, dalla durata di un'ora, è stato trasmesso in anteprima nella notte del 24 dicembre 2019. La sigla d'apertura si intitola CHAIN e viene cantata da ASCA mentre quella di chiusura è Alive e viene interpretata da Mashiro Ayano.
In Italia la serie è stata licenziata da Dynit che l'ha pubblicata sul servizio di streaming VVVVID in versione sottotitolata dal 10 gennaio 2020.

#### Episodi
| Nº  | Titolo italiano Giapponese 「Kanji」 - Rōmaji               | In onda          | In onda |
| Nº  | Titolo italiano Giapponese 「Kanji」 - Rōmaji               | Giapponese       |         |
| 1   | First Game - Battesimo del fuoco 「初陣」 - Fāsuto Gēmu     | 3 gennaio 2020   |         |
| 2   | Gemstone Mine 「渋谷」 - Jemusutōn Main                     | 10 gennaio 2020  |         |
| 3   | Ignition - Grilletto 「引き金」 - Igunisshon                | 17 gennaio 2020  |         |
| 4   | Fireworks - Fuochi d'artificio 「火花」 - Faiāwākusu        | 24 gennaio 2020  |         |
| 4.5 | Logline 「(記憶」 - Rogurain                                | 31 gennaio 2020  |         |
| 4.5 | Episodio riassuntivo degli eventi delle prime 4 puntate.    |                  |         |
| 5   | Aquarium - Tomba d'acqua 「水葬」 - Akuariumu               | 7 febbraio 2020  |         |
| 6   | Hardness - Diamante 「金剛」 - Hādonesu                     | 14 febbraio 2020 |         |
| 7   | Eighth - Demolizione 「圧砕」 - Eisu                        | 21 febbraio 2020 |         |
| 8   | Fragile - Quiete 「平穏」 - Furajairu                       | 28 febbraio 2020 |         |
| 9   | Heads Up - Duello 「決闘」 - Hezzu Appu                     | 6 marzo 2020     |         |
| 10  | Old One - Re decaduto 「旧王」 - Ōrudo Wan                  | 13 marzo 2020    |         |
| 11  | Sunset Ravens - Patto di sangue 「血盟」 - Sansetto Rēbenzu | 20 marzo 2020    |         |

#### Pubblicazioni
Gli episodi di Darwin's Game sono stati raccolti in sei volumi BD/DVD, distribuiti in Giappone per il mercato home video tra il 25 marzo e il 26 agosto 2020.
| Volume |         |                       |
| Volume | Episodi | Data di pubblicazione |
| ------ | ------- | --------------------- |
| 1      | 1-2     | 25 marzo 2020         |
| 2      | 3-4     | 29 aprile 2020        |
| 3      | 5-6     | 27 maggio 2020        |
| 4      | 7-8     | 24 giugno 2020        |
| 5      | 9-10    | 29 luglio 2020        |
| 6      | 11      | 26 agosto 2020        |

### Light novel
Una serie di light novel spin-off intitolata Darwin's Game ~Flag Game~ (ダーウィンズゲーム ～フラッグゲーム～?, Dāuinzu Gēmu ~Furaggu Gēmu~), anch'essa ideata da FLIPFLOPs, è stato serializzato sulla rivista Weekly Shōnen Champion di Akita Shoten dal 17 gennaio al 27 agosto 2020. La serie di romanzi funge da prequel al manga e narra il passato di Shuka e Rein. I 31 capitoli sono stati poi raccolti in un unico volume pubblicato l'8 dicembre 2020.

## Accoglienza
A dicembre 2021, il manga ha venduto più di 7 milioni di copie.